# کوتشروو
کوتشروو (به چکی: Kučerov) یک منطقهٔ مسکونی در جمهوری چک است که در ناحیه ویشکوو واقع شده‌است. کوتشروو ۸٫۷۵ کیلومتر مربع مساحت و ۴۶۵ نفر جمعیت دارد و ۲۹۱ متر بالاتر از سطح دریا واقع شده‌است.